# Pana de electricitate din Europa din 2025

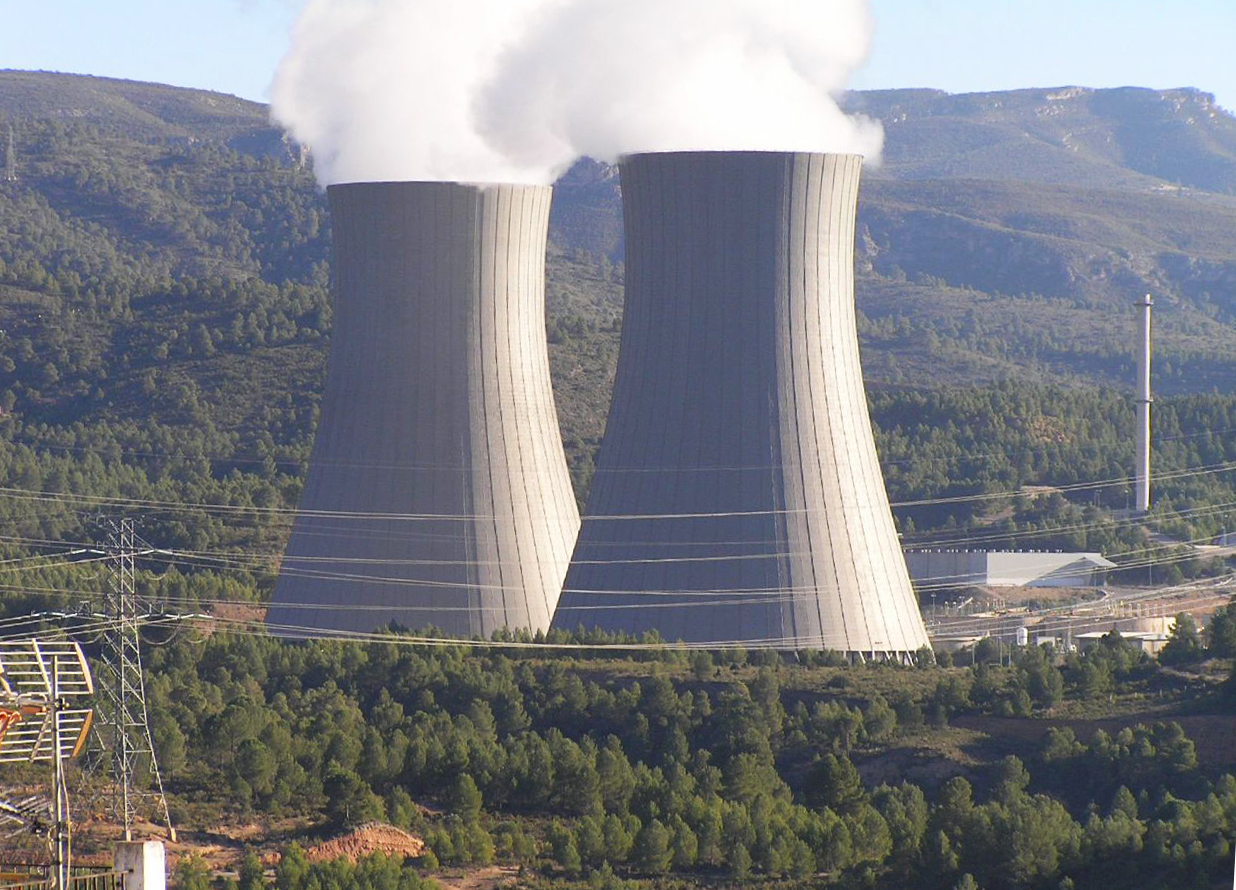
Centrala nucleară de la Cofrentes

La 28 aprilie 2025, la 12:33 PM (CET) a avut loc o întrerupere majoră a curentului electric în Europa, în Peninsula Iberică și în părți din sudul Franței, care a afectat Andorra, Portugalia, Spania și sudul Franței. Rapoartele au indicat probleme cu rețeaua electrică europeană. În multe locuri, semafoarele au încetat să funcționeze și liniile de metrou au trebuit evacuate. La aproximativ 16:00, ora locală, operatorul electric spaniol Red Eléctrica a estimat că va dura „între șase și zece ore” pentru a restabili serviciul, considerând întreruperea „excepțională și total extraordinară.” În același timp, operatorul de rețea portughez a indicat că ar putea dura până la o săptămână pentru ca operațiunile să revină la normal.
Centralele nucleare din Spania (Almaraz, Cofrentes, José Cabrera, Santa María de Garoña, Trillo) au pornit generatoarele de urgență.
Traficul în Madrid și Lisabona a fost haotic din cauza lipsei semafoarelor.
Au fost raportate și întreruperi izolate de curent în Belgia.
Restul Europei nu a fost afectat deoarece în momentul în care rețeaua spaniolă a devenit instabilă, a fost deconectată automat de la rețeaua franceză.

## Cauză posibilă
La ora 15:03 GMT, operatorul portughez de rețea REN a declarat că întreruperea s-a datorat „variațiilor de temperatură din Spania” care provoacă un fenomen atmosferic rar. Acest lucru a indus oscilații în liniile electrice de înaltă tensiune și a întrerupt sincronizarea între sisteme, sugerând că ar putea dura până la o săptămână pentru ca rețeaua să revină la normal. 
Un incendiu, despre care se spune că a avut loc în sud-vestul Franței, între Perpignan și estul lui Narbonne, care a deteriorat o linie electrică de înaltă tensiune, a fost, de asemenea, identificat ca o posibilă cauză de către compania națională de electricitate portugheză REN. Réseau de Transport d'Electricité, compania însărcinată cu întreținerea liniei electrice menționate, a declarat pe contul său oficial de Twitter că nu a avut loc niciun incendiu în zonă .
S-a raportat că agenția spaniolă de securitate cibernetică Incibe investighează posibilitatea ca incidentul să fie cauzat de un atac cibernetic.

## Reacții
- Ucraina Ministrul ucrainean al energiei, Herman Galușcenko, a oferit luni sprijinul țării sale pentru gestionarea crizei din Spania și Portugalia.[21]
- România Ministrul energiei, Sebastian Burduja, a făcut luni un „apel la calm” către cetățenii României.[22]